# Canton de Mirepoix
Le canton de Mirepoix est une circonscription électorale française située dans le département de l'Ariège.
À la suite du redécoupage cantonal de 2014, la composition du canton reste inchangée.

## Histoire
Par décret du 18 février 2014, le nombre de cantons du département est divisé par deux, avec mise en application aux élections départementales de mars 2015. Le canton de Mirepoix est conservé et garde les mêmes communes (35).

## Géographie
Ce canton est organisé autour de Mirepoix dans l'arrondissement de Pamiers. Son altitude varie de 244 m (Lapenne) à 763 m (Le Peyrat) pour une altitude moyenne de 350 m.

## Représentation

### Conseillers généraux de 1833 à 2015
| Période | Période      | Identité                            | Étiquette                                      | Qualité |
| ------- | ------------ | ----------------------------------- | ---------------------------------------------- | --- |
| 1833    | 1836         | Antoine-Benoît Vigarosy             |                                                | Capitaine d'état-major, Président du conseil général                                                                        |
| 1836    | 1845         | Adolphe François René de Portes     | Droite                                         | Maître des requêtes au Conseil d'Etat Député (1830-1831 et 1837-1839)                                                       |
| 1845    | 1848         | Antoine-Benoît Vigarosy             |                                                | Capitaine d'état-major Maire de Mirepoix (1830-1847 et 1849-1857)                                                           |
| 1848    | 1852         | Jean-Baptiste Vigarosy              | Républicain                                    | Propriétaire, avocat à Mirepoix                                                                                             |
| 1852    | 1852 (décès) | Adolphe François René de Portes     | Droite                                         | Député (1830-1831 et 1837-1839)- Sénateur (1852)                                                                            |
| 1853    | 1858         | Adolphe Billault                    | Opposition dynastique puis Majorité dynastique | Avocat Député (1837-1849 et 1852-1854) Sénateur (1854-1863) - Ministre de l'Intérieur                                       |
| 1858    | 1870 (décès) | Théodore Denat                      | Majorité dynastique                            | Conseiller à la Cour impériale de Toulouse puis Président de Chambre Député (1868-1870)                                     |
| 1871    | 1886         | Jean-Baptiste Vigarosy              | Républicain                                    | Propriétaire agricole - Maire de Lagarde Sénateur (1876-1890)                                                               |
| 1886    | 1910         | Philippe Roubichou                  | Républicain                                    | Maire de Besset puis de Mirepoix (1895-1908) Conseiller d'arrondissement                                                    |
| 1910    | 1929         | Paul Porcher                        | Rad.                                           | Pharmacien - Maire de Mirepoix (1908-1928)                                                                                  |
| 1929    | 1934         | Louis Planel                        | Rad.                                           | Négociant - Maire de Mirepoix (1931-1932), conseiller d'arrondissement                                                      |
| 1934    | 1940         | Élie Cassagne                       | Rad.                                           | Maire de La Bastide-de-Bousignac, conseiller d'arrondissement                                                               |
|         |              |                                     |                                                | |
| 1943    | 1945         | Antoine de Lévis-Mirepoix           | Action française                               | Maire de Mirepoix Président de l'association d'entraide de la noblesse française Nommé conseiller départemental en 1943     |
|         |              |                                     |                                                | |
| 1945    | 1958         | Urbain Rouch                        | PCF                                            | Tisserand Maire de Laroque-d'Olmes (1945-1959)                                                                              |
| 1958    | 1964         | Roger Senié                         | CRR puis Rad.                                  | Transporteur Maire de La Bastide-de-Bousignac (1947-2014)                                                                   |
| 1964    | 1982         | Gilbert Faure                       | SFIO puis PS                                   | Professeur de collège d'enseignement général Député de l'Ariège (1962-1981) Maire de Mirepoix (1959-1981)                   |
| 1982    | 1983 (décès) | Claude Ettori                       | PS                                             | Maire de Mirepoix (1981-1983)                                                                                               |
| 1984    | 2008         | Jeanne Ettori (épouse du précédent) | PS                                             | Professeur de collège Maire de Mirepoix (1984-1995) Conseillère régionale Vice-présidente du Conseil régional Midi-Pyrénées |
| 2008    | 2015         | Jean Cazanave                       | PS                                             | Enseignant en retraite Maire de Mirepoix (2001-2008)                                                                        |

### Conseillers d'arrondissement (de 1833 à 1940)
Le canton de Mirepoix avait deux conseillers d'arrondissement à partir de 1871.
| Période                                  | Période | Identité                                     | Étiquette             | Qualité |
| ---------------------------------------- | ------- | -------------------------------------------- | --------------------- | --- |
| 1833                                     | 1845    | Joseph Dominique Prosper Avignon (1781-1847) |                       | Notaire à Mirepoix                                                                                          |
|                                          |         |                                              |                       | |
| 1836                                     | 1845    | M. Coulon-Rousseau                           |                       | Fabricant à La Bastide-sur-l'Hers                                                                           |
|                                          |         |                                              |                       | |
|                                          | 1871    | François-Marie-Paul Hector Manent            |                       | Juge de paix à Mirepoix                                                                                     |
|                                          | 1871    | Aimé Riveslange (1811-1895)                  |                       | Maire de Teilhet                                                                                            |
|                                          |         |                                              |                       | |
| 1883                                     |         | M. Béret                                     | Républicain           | |
| 1883                                     | 1886    | Philippe Roubichou                           | Républicain           | Maire de Besset                                                                                             |
| 1895                                     | 1907    | Léo Bez                                      | Républicain           | Industriel à La Bastide-sur-l'Hers                                                                          |
| 1901                                     | 1907    | Jean Pierre Cassé                            | Républicain de droite | Propriétaire-éleveur à Mirepoix                                                                             |
| 1907                                     | 1919    | M. Soulet                                    | Républicain           | Adjoint au maire de Mirepoix                                                                                |
| 1919                                     | 1929    | Louis Planel                                 | Radical               | Négociant à Mirepoix                                                                                        |
| 1919                                     |         | M. Raynaud                                   | Radical               | |
|                                          | 1934    | Élie Cassagne                                | Radical               | Maire de La Bastide-de-Bousignac                                                                            |
|                                          | 1937    | M. Fabre                                     | Radical               | |
|                                          | 1937    | M. Dégeilh                                   | Radical               | |
| 1937                                     | 1940    | M. Chaubet                                   | SFIO                  | |
| 1937                                     | 1940    | M. Giret                                     | SFIO                  | |
| 1940                                     |         |                                              |                       | Les conseils d'arrondissement ont été suspendus par la loi du 12 octobre 1940 et n'ont jamais été réactivés |
| Les données manquantes sont à compléter. |         |                                              |                       | |

### Conseillers départementaux à partir de 2015
| Période élective | Période élective | Mandat | Mandat   | Identité        | Nuance | Nuance | Qualité                                                                                  |
| ---------------- | ---------------- | ------ | -------- | --------------- | ------ | ------ | ---------------------------------------------------------------------------------------- |
| 2015             | 2021             | 2015   | 2021     | Patrick Laffont |        | PS     | Maire de Laroque-d'Olmes                                                                 |
| 2015             | 2021             | 2015   | 2021     | Nicole Quillien |        | PS     | Maire de Mirepoix (2008-2020) 5ème Vice-Présidente du Conseil départemental              |
| 2021             | 2028             | 2021   | en cours | Nicole Quillien |        | PS     | 4ème Vice-Présidente du conseil départemental (éducation)                                |
| 2021             | 2028             | 2021   | en cours | Alain Toméo     |        | PS     | Cadre Maire de Saint-Quentin-la-Tour, Président de la Communauté de communes de Mirepoix |

#### Élections de mars 2015
À l'issue du 1er tour des élections départementales de 2015, deux binômes sont en ballottage : Patrick Laffont et Nicole Quillien (PS, 40,37 %) et Guy Djedaini et Isabelle Riviere (FN, 25,6 %). Le taux de participation est de 57,39 % (5 878 votants sur 10 242 inscrits) contre 55,65 % au niveau départementalet 50,17 % au niveau national.
Au second tour, Patrick Laffont et Nicole Quillien (PS) sont élus avec 67,64 % des suffrages exprimés et un taux de participation de 58,59 % (3 642 voix pour 6 001 votants et 10 242 inscrits).

#### Élections de juin 2021
Le premier tour des élections départementales de 2021 est marqué par un très faible taux de participation (33,26 % au niveau national). Dans le canton de Mirepoix, ce taux de participation est de 43,3 % (4 591 votants sur 10 603 inscrits) contre 42,44 % au niveau départemental. À l'issue de ce premier tour, deux binômes sont en ballottage : Nicole Quillien et Alain Tomeo (PS, 42,58 %) et Élisabeth Hennecart et Yannick Lomre (RN, 19,85 %).
Le second tour des élections est marqué une nouvelle fois par une abstention massive équivalente au premier tour. Les taux de participation sont de 34,3 % au niveau national, 43,46 % dans le département et 42,42 % dans le canton de Mirepoix. Nicole Quillien et Alain Tomeo (PS) sont élus avec 71,9 % des suffrages exprimés (2 945 voix pour 4 497 votants et 10 600 inscrits),,.

## Composition
Le canton de Mirepoix est composé de 35 communes.
| Nom                              | Code Insee | Intercommunalité       | Superficie (km2) | Population (dernière pop. légale) | Densité (hab./km2) | Modifier                                    |
| -------------------------------- | ---------- | ---------------------- | ---------------- | --------------------------------- | ------------------ | ------------------------------------------- |
| Mirepoix (bureau centralisateur) | 09194      | CC du Pays de Mirepoix | 47,28            | 3 106 (2022)                      | 66                 | modifier les données · modifier les données |
| Aigues-Vives                     | 09002      | CC du Pays de Mirepoix | 5,16             | 631 (2022)                        | 122                | modifier les données · modifier les données |
| La Bastide-de-Bousignac          | 09039      | CC du Pays de Mirepoix | 12,53            | 336 (2022)                        | 27                 | modifier les données · modifier les données |
| La Bastide-sur-l'Hers            | 09043      | CC du Pays de Mirepoix | 4,77             | 676 (2022)                        | 142                | modifier les données · modifier les données |
| Belloc                           | 09048      | CC du Pays de Mirepoix | 9,54             | 84 (2022)                         | 8,8                | modifier les données · modifier les données |
| Besset                           | 09052      | CC du Pays de Mirepoix | 8,13             | 165 (2022)                        | 20                 | modifier les données · modifier les données |
| Camon                            | 09074      | CC du Pays de Mirepoix | 10,25            | 152 (2022)                        | 15                 | modifier les données · modifier les données |
| Cazals-des-Baylès                | 09089      | CC du Pays de Mirepoix | 4,71             | 56 (2022)                         | 12                 | modifier les données · modifier les données |
| Coutens                          | 09102      | CC du Pays de Mirepoix | 4,19             | 179 (2022)                        | 43                 | modifier les données · modifier les données |
| Dun                              | 09107      | CC du Pays de Mirepoix | 41,41            | 650 (2022)                        | 16                 | modifier les données · modifier les données |
| Esclagne                         | 09115      | CC du Pays de Mirepoix | 3,52             | 121 (2022)                        | 34                 | modifier les données · modifier les données |
| Lagarde                          | 09150      | CC du Pays de Mirepoix | 11,93            | 210 (2022)                        | 18                 | modifier les données · modifier les données |
| Lapenne                          | 09153      | CC du Pays de Mirepoix | 21,57            | 120 (2022)                        | 5,6                | modifier les données · modifier les données |
| Laroque-d'Olmes                  | 09157      | CC du Pays d'Olmes     | 14,36            | 2 414 (2022)                      | 168                | modifier les données · modifier les données |
| Léran                            | 09161      | CC du Pays de Mirepoix | 11,92            | 616 (2022)                        | 52                 | modifier les données · modifier les données |
| Limbrassac                       | 09169      | CC du Pays de Mirepoix | 12,42            | 119 (2022)                        | 9,6                | modifier les données · modifier les données |
| Malegoude                        | 09178      | CC du Pays de Mirepoix | 6,14             | 37 (2022)                         | 6,0                | modifier les données · modifier les données |
| Manses                           | 09180      | CC du Pays de Mirepoix | 15,36            | 128 (2022)                        | 8,3                | modifier les données · modifier les données |
| Montbel                          | 09200      | CC du Pays de Mirepoix | 17,36            | 93 (2022)                         | 5,4                | modifier les données · modifier les données |
| Moulin-Neuf                      | 09213      | CC du Pays de Mirepoix | 2,62             | 235 (2022)                        | 90                 | modifier les données · modifier les données |
| Le Peyrat                        | 09229      | CC du Pays de Mirepoix | 6,13             | 496 (2022)                        | 81                 | modifier les données · modifier les données |
| Pradettes                        | 09233      | CC du Pays de Mirepoix | 3,52             | 44 (2022)                         | 13                 | modifier les données · modifier les données |
| Régat                            | 09243      | CC du Pays de Mirepoix | 2,16             | 94 (2022)                         | 44                 | modifier les données · modifier les données |
| Rieucros                         | 09244      | CC du Pays de Mirepoix | 5,57             | 720 (2022)                        | 129                | modifier les données · modifier les données |
| Roumengoux                       | 09251      | CC du Pays de Mirepoix | 6,87             | 169 (2022)                        | 25                 | modifier les données · modifier les données |
| Saint-Félix-de-Tournegat         | 09259      | CC du Pays de Mirepoix | 10,51            | 152 (2022)                        | 14                 | modifier les données · modifier les données |
| Saint-Julien-de-Gras-Capou       | 09266      | CC du Pays de Mirepoix | 6,14             | 83 (2022)                         | 14                 | modifier les données · modifier les données |
| Saint-Quentin-la-Tour            | 09274      | CC du Pays de Mirepoix | 9,02             | 320 (2022)                        | 35                 | modifier les données · modifier les données |
| Sainte-Foi                       | 09260      | CC du Pays de Mirepoix | 2,41             | 30 (2022)                         | 12                 | modifier les données · modifier les données |
| Tabre                            | 09305      | CC du Pays d'Olmes     | 2,83             | 342 (2022)                        | 121                | modifier les données · modifier les données |
| Teilhet                          | 09309      | CC du Pays de Mirepoix | 8,96             | 162 (2022)                        | 18                 | modifier les données · modifier les données |
| Tourtrol                         | 09314      | CC du Pays de Mirepoix | 4,97             | 247 (2022)                        | 50                 | modifier les données · modifier les données |
| Troye-d'Ariège                   | 09316      | CC du Pays de Mirepoix | 8,15             | 110 (2022)                        | 13                 | modifier les données · modifier les données |
| Vals                             | 09323      | CC du Pays de Mirepoix | 4,13             | 87 (2022)                         | 21                 | modifier les données · modifier les données |
| Viviès                           | 09341      | CC du Pays de Mirepoix | 4,40             | 156 (2022)                        | 35                 | modifier les données · modifier les données |
| Canton de Mirepoix               | 0906       |                        | 350,94           | 13 340 (2022)                     | 38                 | modifier les données                        |

## Démographie

### Démographie avant 2015
| 1975   | 1982   | 1990   | 1999   | 2006   | 2011   | 2012   |
| ------ | ------ | ------ | ------ | ------ | ------ | ------ |
| 11 666 | 12 213 | 12 524 | 12 405 | 12 813 | 13 276 | 13 244 |

### Démographie depuis 2015
En 2022, le canton comptait 13 340 habitants, en évolution de −0,06 % par rapport à 2016 (Ariège : +1,48 %, France hors Mayotte : +2,11 %).
| 2013   | 2018   | 2022   |
| ------ | ------ | ------ |
| 13 220 | 13 295 | 13 340 |